# Австралия на зимних Олимпийских играх 1976
Австралия принимала участие в Зимних Олимпийских играх 1976 года в Инсбруке (Австрия) в восьмой раз за свою историю, но не завоевала ни одной медали. Сборная страны состояла из 8 спортсменов (5 мужчин, 3 женщины), которые выступили в соревнованиях по горнолыжному спорту, конькобежному спорту и фигурному катанию.